# Modelado con soplete

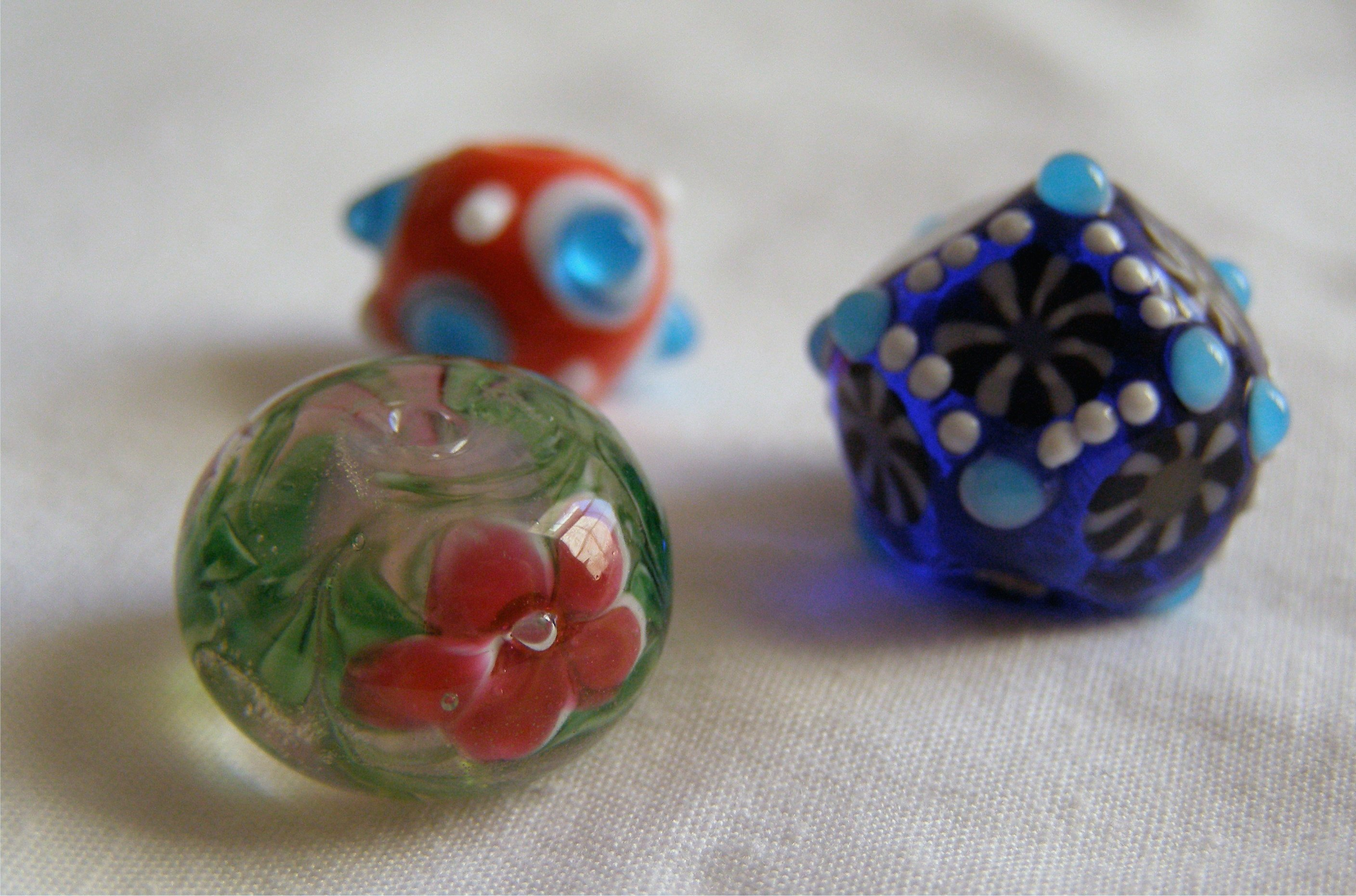
Cuentas de vidrio resultantes del trabajo con lámpara

El trabajo con lámpara es un tipo de trabajo del vidrio en el que se utiliza un soplete o una lámpara para fundir el vidrio. Una vez fundido, el vidrio se forma soplando y moldeando con herramientas y movimientos manuales. También se conoce como trabajo con llama o trabajo con soplete, ya que en la práctica moderna ya no se utilizan lámparas alimentadas con aceite. Aunque la falta de una definición precisa del trabajo con lámpara hace difícil determinar cuándo se desarrolló esta técnica, el primer vidrio trabajado con lámpara verificable es probablemente una colección de cuentas que se cree que data del siglo V a. C. El trabajo con lámpara se empezó a practicar ampliamente en Murano (Italia) en el siglo XIV. Ya en el siglo XVII, los vidrieros itinerantes hacían demostraciones de trabajo con lámpara al público. A mediados del siglo XIX, la técnica de la lámpara se extendió a la producción de pisapapeles, principalmente en Francia, donde se convirtió en una forma de arte popular, que todavía se colecciona. El trabajo con  se diferencia del soplado de vidrio en que éste utiliza un horno como principal fuente de calor, aunque también se emplean sopletes.
Los primeros trabajos con lámpara se hacían en la llama de una lámpara de aceite, y el artista soplaba aire en la llama a través de un tubo o utilizando fuelles accionados con el pie. En la actualidad, la mayoría de los artistas utilizan sopletes que queman propano o gas natural, o en algunos países butano, como gas combustible, mezclado con aire u oxígeno puro como oxidante. Muchos aficionados utilizan gas MAPP en botes portátiles como combustible y algunos utilizan concentradores de oxígeno como fuente de oxígeno continuo.
El trabajo con lámpara se utiliza para crear obras de arte, como abalorios, figuritas, canicas, vasijas pequeñas, adornos para árboles de Navidad y mucho más. También se utiliza para crear instrumentos científicos, así como modelos de vidrio de temas animales y botánicos.

## Selección de vidrio
El trabajo con lámpara puede realizarse con muchos tipos de vidrio, pero los más comunes son el vidrio sodocálcico y el vidrio de plomo, ambos llamados "vidrio blando", y el vidrio de borosilicato, a menudo llamado "vidrio duro". Los tubos de vidrio al plomo se utilizaban habitualmente en la fabricación de carteles de neón, y muchos trabajadores con lámpara estadounidenses los utilizaban para realizar trabajos de soplado. Algunos tubos de vidrio coloreado que también se utilizaban en la industria del neón se empleaban para realizar pequeños trabajos de soplado de color, y la varilla de vidrio coloreado, de vidrios de plomo y de cal sodada compatibles, se utilizaba para ornamentar tanto los tubos transparentes como los coloreados. El uso de tubos de vidrio blando ha ido desapareciendo, debido en parte a la preocupación por el medio ambiente y los riesgos para la salud, pero sobre todo a la adopción del vidrio de borosilicato por parte de la mayoría de los trabajadores con lámparas, especialmente desde la introducción de vidrios de color compatibles con el borosilicato transparente.
El vidrio blando es a veces útil porque se funde a temperaturas más bajas, pero no reacciona bien a los cambios rápidos de temperatura como el vidrio de borosilicato. El vidrio blando se expande y se contrae mucho más que el vidrio duro cuando se calienta/enfría, y debe mantenerse a una temperatura uniforme mientras se trabaja, especialmente si la pieza que se está haciendo tiene secciones de distinto grosor. Si las zonas finas se enfrían por debajo del "punto de tensión", la contracción puede provocar una grieta. El vidrio duro, o borosilicato, se contrae mucho menos, por lo que es más tolerante. El borosilicato es como el vidrio de silicato normal (SiO2), pero tiene una estructura molecular más flexible al estar dopado con boro.
Los vidrios que se van a fundir deben seleccionarse para que sean compatibles entre sí, tanto desde el punto de vista químico (más preocupante en el caso de los vidrios blandos que en el del borosilicato) como en términos de coeficiente de expansión térmica (COE) [CTE también se utiliza para Coeficiente de Expansión Térmica] Los vidrios con COE incompatibles, mezclados entre sí, pueden crear fuertes tensiones dentro de una pieza terminada al enfriarse, agrietando o destrozando violentamente la pieza. Químicamente, algunos colores pueden reaccionar entre sí cuando se funden juntos. Esto puede causar efectos deseables en la coloración, el brillo metálico o un "efecto telaraña" estéticamente agradable. También puede causar efectos no deseados, como una decoloración poco atractiva, burbujas o desvitrificación.
El vidrio de borosilicato se considera más tolerante para trabajar, ya que su menor COE hace que sea menos propenso a agrietarse durante el flameado que el vidrio sodocálcico o el vidrio de plomo. Sin embargo, tiene un rango de temperatura de trabajo más estrecho que los vidrios blandos, tiene menos colores disponibles y es considerablemente más caro. Además, su rango de trabajo es a temperaturas más altas que los vidrios blandos, lo que requiere el uso de llamas de oxígeno/gas en lugar de aire/gas. Además de producir una llama más caliente, el uso de oxígeno puro permite un mayor control sobre las propiedades oxidantes o reductoras de la llama, lo cual es necesario porque algunas sustancias químicas colorantes del vidrio de borosilicato reaccionan con el oxígeno restante en la llama para producir el color final deseado o para decolorarse si hay oxígeno adicional.
El vidrio de plomo tiene el rango de trabajo más amplio de los tres vidrios y mantiene mejor el calor cuando está fuera de la llama. Esto le da más tiempo para ajustar su trabajo al soplar formas huecas. También es menos probable que se agriete mientras se trabaja en la fabricación de piezas de espesor variable que el vidrio de cal sodada.

## Instrumentos

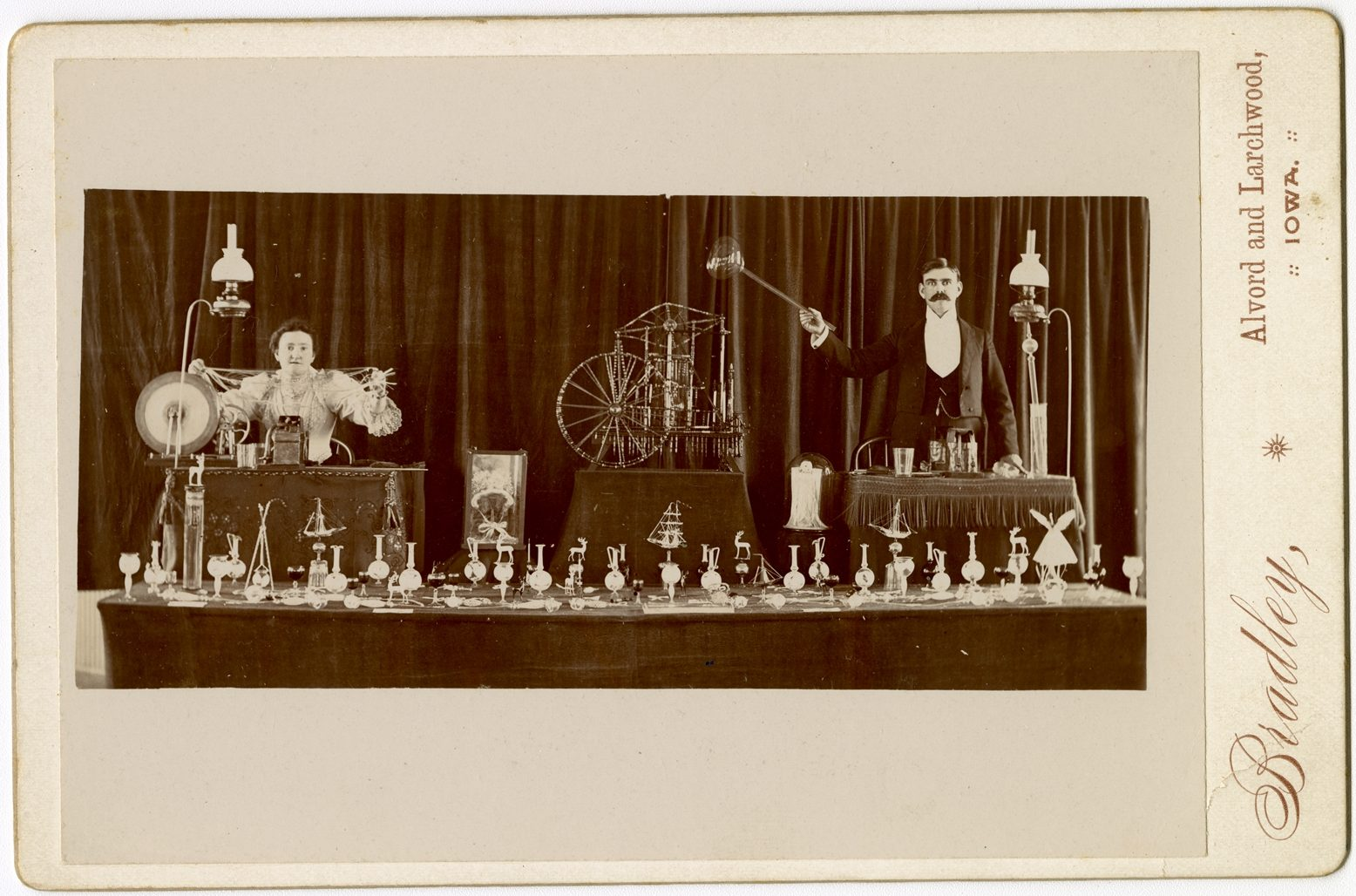
Exposición itinerante de vidrieros con rueca y máquina de vapor, 1904

Las herramientas para trabajar con lámpara son similares a las que se utilizan en el soplado de vidrio. El grafito se usa con frecuencia para las superficies de trabajo de las herramientas de trabajo con lámpara debido a su capacidad para soportar altas temperaturas, bajo coeficiente de fricción y resistencia a adherirse al vidrio fundido. El acero se utiliza donde se requiere mayor resistencia. Algunos moldes pueden estar hechos de maderas frutales, pero principalmente la madera se usa para mangos de herramientas para trabajar con lámpara. El latón se puede usar para superficies de trabajo donde se desea un mayor coeficiente de fricción.
- Quemador de banco: un soplete que se fija al banco y proporciona una llama estacionaria.
- Soplete manual: el soplete manual permite una mayor maniobrabilidad de la llama, comúnmente utilizado en tornos para trabajar el vidrio donde hay una maniobrabilidad reducida de la pieza.
- Horno: el horno se utiliza para endurecer y recocer el vidrio, protegiendo la pieza del choque térmico y aliviando el estrés térmico.
- Marver: superficies planas que se utilizan para rodar el vidrio con el fin de dar forma, alisar o consolidar la decoración aplicada, generalmente son de grafito o acero.
- Paleta: un marver de grafito o metal unido a un mango.
- Escariador: una pieza de grafito o latón en un mango que se usa para agrandar agujeros.
- Conjunto de soplete/giratorio: una manguera, generalmente de látex, se conecta a la cerbatana a través de un eslabón giratorio hueco, lo que permite que el trabajador de  lámpara sople en formas de vidrio huecas mientras las gira.
- Pico de tungsteno: la resistencia a la temperatura extrema del tungsteno lo hace ideal para rastrillar (arrastrar el vidrio por la superficie) o para perforar un agujero en el vidrio.
- Tijeras: las tijeras de acero se utilizan para cortar el vidrio caliente.
- Agarradores de garras: herramienta de metal que se encuentra en varias configuraciones que permite sujetar y girar el vidrio caliente de manera segura, comúnmente utilizado para terminar piezas después de que se hayan retirado del soplete o pontil.
- Torno: el torno para trabajar el vidrio permite una rotación y manipulación precisas del vidrio. Son especialmente adecuados para trabajos de gran escala que pueden ser difíciles o agotadores de girar a mano.

## Métodos generales de fabricación de cuentas.

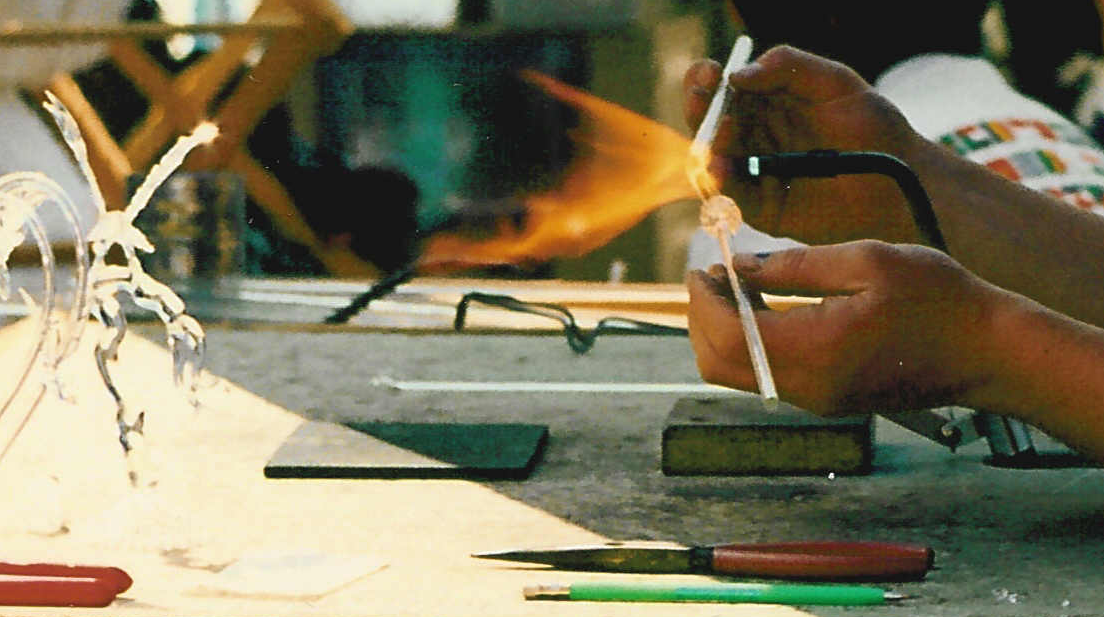
Demostración del proceso de trabajo con lámpara.

Después de diseñar una pieza, el artesano debe planificar cómo construirla. Una vez que está listo para empezar, el artesano introduce lentamente la varilla o el tubo de vidrio en la llama para evitar que se agriete por el choque térmico. El vidrio se calienta hasta que se funde y se enrolla alrededor de un mandril de acero con un revestimiento especial, formando la cuenta base. El revestimiento es un agente antiflujo que permite que la cuenta se desprenda fácilmente del mandril, ya sea una sustancia a base de arcilla o nitruro de boro. A continuación, se puede embellecer o decorar utilizando diversas técnicas y materiales. Todas las partes de la pieza deben mantenerse a temperaturas similares para que no se rompan. Una vez terminada, la pieza debe ser recocida en un horno para evitar que se agriete o se rompa.
El recocido, en términos de vidrio, consiste en calentar una pieza hasta que su temperatura alcanza un punto de alivio de tensiones; es decir, una temperatura a la que el vidrio sigue siendo demasiado duro para deformarse, pero es lo suficientemente blando para que las tensiones internas disminuyan. A continuación, se deja que la pieza se empape de calor hasta que su temperatura sea uniforme en toda ella. El tiempo necesario para ello depende del tipo de vidrio y del grosor de la sección más gruesa. A continuación, la pieza se enfría lentamente a un ritmo predeterminado hasta que su temperatura esté por debajo de un punto crítico, (entre 900 y 1000 grados Fahrenheit), en el que no puede generar tensiones internas, y entonces puede bajarse con seguridad a la temperatura ambiente. Esto alivia las tensiones internas, dando como resultado una pieza que debería durar muchos años. El vidrio que no ha sido recocido puede agrietarse o romperse debido a un cambio de temperatura aparentemente menor o a otro choque.

## Tipos de vidrio
Materias primas
El vidrio está disponible en una amplia gama de formas, tamaños y colores para el trabajador con lámpara. La mayoría de los trabajadores con lámpara utilizan vidrio producido por fabricantes comerciales en forma de varilla, tubo, hoja o frita. Las varillas de vidrio se fabrican en varios tamaños, desde 1 mm hasta 50 mm o más. La varilla de vidrio también se fabrica en diferentes formas como: varilla cuadrada, triangular o semiredonda. Los tubos de vidrio también se ofrecen en una gama de diámetros, colores y perfiles como: tubo festoneado, retorcido o forrado. Las partículas de vidrio trituradas y tamizadas a tamaños específicos se conocen como frita o potencia. Las láminas de vidrio se fabrican con distintos grosores y pueden cortarse y moldearse antes de trabajarlas en la llama. La industria del vidrio ha experimentado un crecimiento constante en las últimas décadas que sigue ampliando los tipos y formas de vidrio disponibles para los artesanos de la lámpara.
Vidrio de cal sodada
El vidrio más popular para trabajar con lámpara es el vidrio sodocálcico, que está disponible precoloreado. El vidrio sodocálcico es la mezcla tradicional utilizada en el vidrio soplado en hornos, y las varillas de vidrio para trabajar con lámpara originalmente se extraían a mano del horno y se dejaban enfriar para que las usaran los trabajadores de lámpara. Hoy en día, el vidrio de cal sodada o "blando" se fabrica en todo el mundo, incluidos Italia, Alemania, República Checa, China y Estados Unidos.
Plomo
Además del vidrio de cal sodada, los trabajadores de lámpara pueden usar vidrio de plomo. Los vidrios de plomo se distinguen por su menor viscosidad, mayor peso y una tolerancia algo mayor a los desajustes de COE.
Borosilicato
Los artesanos de lámpara suelen utilizar el vidrio de borosilicato, un vidrio muy duro que requiere mayor calor. El borosilicato se originó como vidrio de laboratorio, pero recientemente ha llegado a estar disponible en color para el artista de estudio a través de varias empresas. En un tiempo, los vidrios blandos (cal sodada y plomo) y los duros (borosilicato) tenían paletas de aspecto claramente diferentes, pero la demanda de los artistas de vidrio blando de los colores plateados, y el desarrollo de los colores brillantes a base de cadmio de Glass Alchemy en la línea del boro, han disminuido las distinciones entre ellos
Cuarzo
Los trabajadores de lámpara también pueden trabajar con tubos y varillas de cuarzo fundido. Para trabajar el cuarzo se utiliza un soplete de hidrógeno y oxígeno, ya que requiere temperaturas más altas que otros tipos de vidrio. El cuarzo es resistente a las variaciones extremas de temperatura y a la corrosión química, lo que lo hace especialmente útil en aplicaciones científicas. El cuarzo ha ganado recientemente popularidad en los trabajos artísticos en vidrio, pero sólo está disponible en unos pocos colores.

## Técnica básica de "cuentas enrolladas"

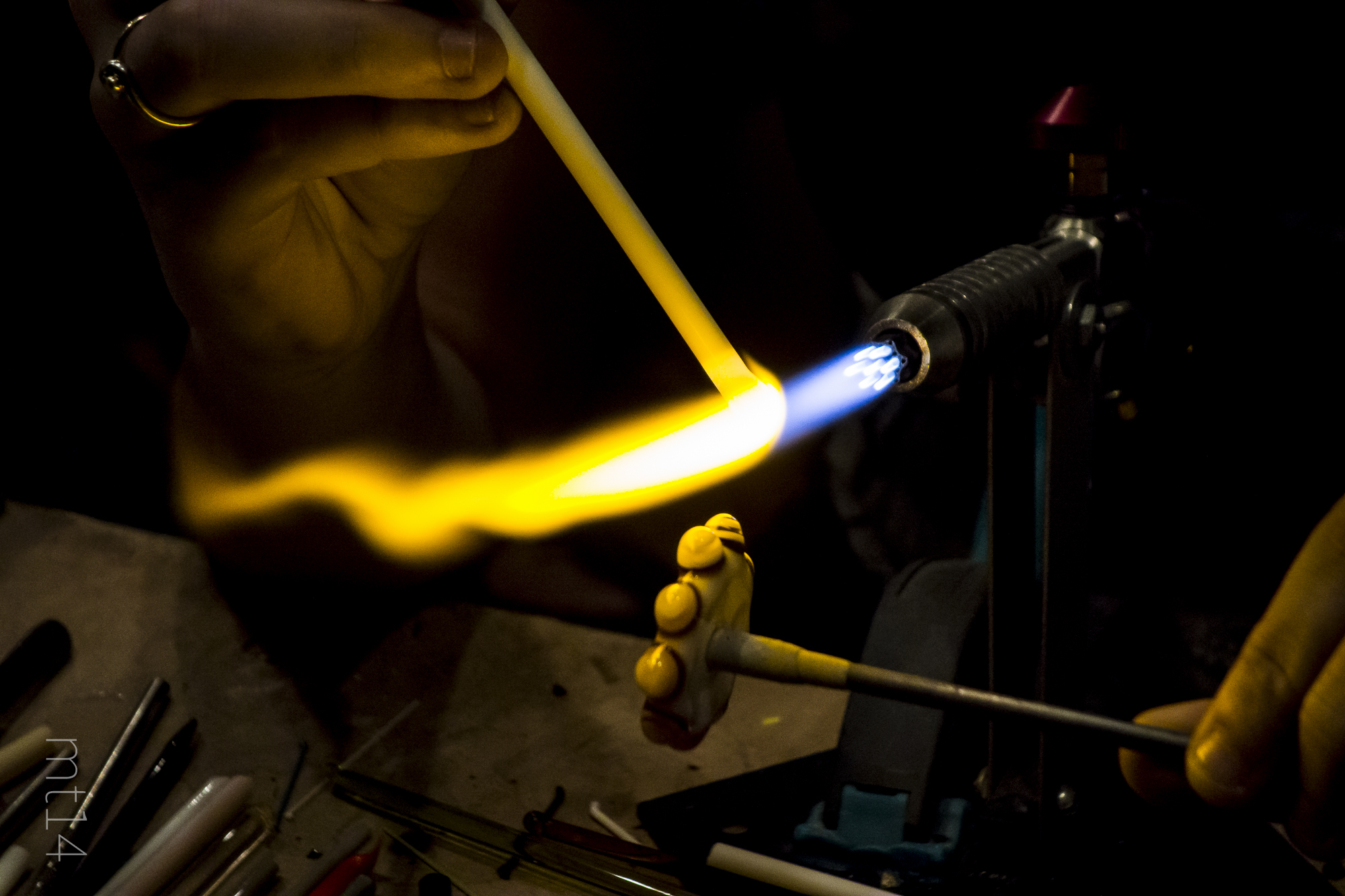
Técnica de "cuentas enrolladas"

- Preparación del mandril: el fabricante de cuentas comienza sumergiendo un mandril o alambre (alambre de acero inoxidable, cortado en trozos) en un agente de liberación. Los agentes desmoldantes son a base de arcilla o hechos por el hombre, como el nitruro de boro .
- Varilla de calentamiento y mandril: El artesano calienta las varillas de vidrio y el mandril con un soplete. Cuando el vidrio y el mandril están suficientemente calientes, el artesano gira el mandril mientras enrolla el vidrio en él.
- Dar forma a la cuenta: Las cuentas se moldean mediante una combinación de calor, gravedad y herramientas como palas de grafito o latón, machacadores, pinzas y picos. Las prensas pueden crear formas y patrones de hendidura en la superficie del vidrio.
- Decorar la cuenta: las cuentas se pueden decorar derritiendo hilos o fibras de vidrio para crear puntos o líneas en la superficie de la cuenta. Se puede usar una herramienta de punta afilada para manipular formas para hacer plumas, corazones y otros diseños. Las decoraciones metálicas de cobre, plata, oro, paladio y platino se aplican como hoja de metal, alambre, malla o ahumado.
- Colores llamativos: algunos colores (colores llamativos) se calientan durante un período de tiempo específico en una llama o en un horno para permitir que los cristales se vuelvan a formar en el vidrio.

## Técnicas adicionales para cuentas trabajadas con lámpara
Las cuentas pueden ser chorreadas con arena, o pueden ser facetadas, utilizando técnicas lapidarias. Las cuentas de "vidrio de horno", que son versiones más elaboradas de la antigua técnica de las cuentas Seed, se fabrican ampliamente en la actualidad. Las cuentas Chevron son cuentas multicapa que antes se hacían exclusivamente con técnicas de taller en caliente para producir el tubo original; pero ahora algunos trabajadores de lámpara hacen diseños similares en sus sopletes antes de lapear los extremos para revelar los distintos colores en capas. A medida que los sopletes se hacen más grandes y potentes, el cruce entre el trabajo con lámparas y el vidrio de horno sigue aumentando.
El fuming es una técnica desarrollada y popularizada por Bob Snodgrass desde los años 70 y 80. El fuming consiste en calentar la plata o el oro en la llama, de modo que los metales se vaporizan o "fuman" capas microscópicas de partículas sobre el vidrio. Estas partículas se adhieren a la superficie del vidrio caliente cambiando su color con efectos interesantes. La plata hace que el vidrio transparente adquiera un color amarillento, dando matices de azules y verdes cuando se apoya en un color oscuro, mientras que el oro hace que el vidrio transparente adquiera matices de rosas y rojos. El recubrimiento de metal precioso se hace cada vez más visible cuanto más se fumiga el vidrio.

## Breve historia de las cuentas modernas trabajadas con lámpara
Los abalorios trabajados con lámpara (a excepción de los asiáticos y africanos) han sido, en general, durante los últimos cuatrocientos años, competencia de los artesanos italianos y, más tarde, de los bohemios, que mantuvieron las técnicas en secreto. Hace unos treinta años, algunos artistas estadounidenses empezaron a experimentar con esta forma. Sus primeros esfuerzos, en comparación con los estándares actuales, eran toscos, ya que casi no había documentación y no existían las herramientas modernas. Sin embargo, compartieron su información y algunos de ellos crearon pequeñas empresas para desarrollar herramientas, sopletes y otros equipos.
Este grupo acabó formando la base de la Sociedad Internacional de Fabricantes de Cuentas de Vidrio.

## Otras lecturas
- Dunham, Bandhu. Lampworking contemporáneo: una guía práctica para dar forma al vidrio en la llama. Volúmenes I-III. Prescott, AZ: Salusa Glassworks, Inc., 2003, 2010.
- Goldschmidt, Eric y Beth Hylen. "La historia del trabajo de la lámpara". 3 de junio de 2019. Documento de la Conferencia Internacional de Flameworking presentado el 24 de marzo de 2017 en Salem Community College. Consultado el 29 de enero de 2020.
- Lierke, Rosemarie. "Historia temprana del trabajo con lámpara: algunos hechos, hallazgos y teorías, parte 1: descripción de Kunckel del trabajo con lámparas en las artes Vitraria Experimentalis". Glastechnische Berichte 63, no. 12 (1990): 363-369.
- Lierke, Rosemarie. "Historia temprana del trabajo con lámpara: algunos hechos, hallazgos y teorías, parte 2: técnicas de trabajo con lámparas en la antigüedad". Glastechnische Berichte 65, no. 12 (1992): 341-348.
- Zecchin, Sandro y Cesare Toffolo. Il vetro a lume = Trabajo de lámpara. Traducido por Pamela Jean Santini y Christina Cawthra. Volúmenes 1-3. Venecia: Grafiche 2am editore, 2018-2019.